# Moto sport-GT

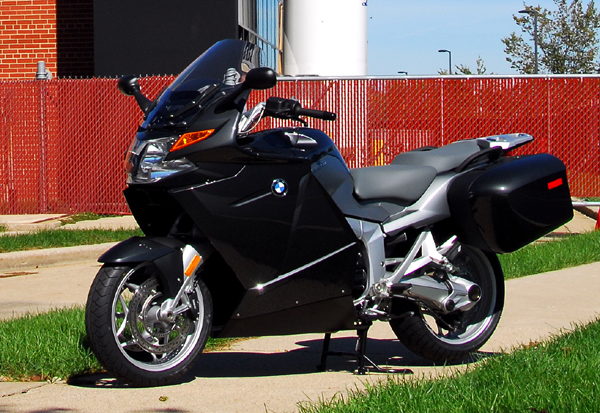
BMW K 1200 GT.

Une sport-GT est un type de moto qui combine les performances d'une sportive avec les capacités et le confort à longue distance d'une routière.

## Description
La première sport-GT serait la BMW R 100 RS 1977 entièrement carénée,. Le journaliste Peter Egan définit le sport-GT comme un « café racer qui ne fait pas mal aux poignets et une moto routière qui ne ressemble pas à un tank », et a identifié la R 100 RS comme le premier exemple qu'il possédait. 
Lors de la conception d'une sport-GT, certains fabricants réalisent des économies en utilisant un moteur, une technologie et des outils existants à partir de leurs motos sportives récentes, plutôt que de créer une conception de moteur dédiée à partir de zéro. Les moteurs de sport-GT pourraient être des versions à réglage différent de leur frère sportif, l'accent étant mis sur le couple à mi-régime plutôt que sur la puissance maximale. Cela comprend souvent une culasse et un système d'échappement différents. Par exemple, la Triumph Sprint partageait son moteur avec les modèles Daytona, Speed Triple et Tiger ; la Kawasaki 1400 GTR partage le moteur de base avec la Ninja ZX-14 ; la ST4 sport-GT de Ducati utilisait le moteur de la 916. La sport-GT Aprilia SL 1000 Falco a utilisé une version différente de la sportive Aprilia RSV Mille. Au fur et à mesure que les attentes des consommateurs changeaient, certaines sportives ont été redéfinies (à des fins de marketing) en tant que routières : la sportive Kawasaki ZX-6R 2000 est devenue la ZZR 600 2004 avec seulement un changement de support de carénage.